# Division de Multan
La division de Multan (en ourdou : ملتان ڈویژن) est une subdivision administrative du sud de la province du Pendjab au Pakistan. Elle compte près de 12,3 millions d'habitants en 2017, et sa capitale est Multan.
Comme l'ensemble des divisions pakistanaises, la subdivision a été abrogée en 2000 avant d'être rétablie en 2008.
La division regroupe les districts suivant :
- district de Multan
- district de Vehari
- district de Khanewal
- district de Lodhran